# JBL
 For alternative betydninger, se JBL (flertydig). (Se også artikler, som begynder med JBL)
JBL er en højttalerfabrikant stiftet af James B. Lansing, der for det meste
benyttes af professionelle i lydstudier, og har  gennem tiden stået for de bedste professionelle højttalere. 
JBL 4310/4311/4312 er arvtager til den 10 år gamle model L100 Century som opstod omkring 1969. Ifølge HI & Elektronik august 1984 ligger Tannoy SRM-10B og JBL 4312 som
de mest benyttede professionelle højttalere i lydstudierne.
JBL L100 Century blev den private udgave af JBL 4310, der var meget dyr. JBL 4310 blev industristandard i slutningen af 1960erne til ind i 1980erne. 
JBL L100 højttaleren havde en skumfront, der kunne leveres i 3 forskellige farver (Ultra Blue, Chocolate Brown og Burnt Orange).
Skumfromnten havde den ulempe, at efter 20-30 år blev den svampet. 
- JBL Ti2000 hifi højttaler (1993-1997)[2]
- JBL Professional højttaler
- JBL radial
- JBL Flip 3